# Taifa de Sevilha
```
   |-
       |
Erro:
:  
valor não especificado para "
nome_comum
"
```

A Taifa de Sevilha (em árabe: طائفة إشبيليّة; romaniz.:  Taifat Ishbiliyya) foi uma taifa (reino muçulmano ibérico) centrada na cidade de Sevilha.
A taifa surgiu após a fragmentação do Califado de Córdova em 1023. 
O território da taifa extendia-se, no seu apogeu, do Cabo de São Vicente a oeste a Algeciras no sul, e Almería a leste, incluido, para além de Sevilha, as cidades de Silves, Mértola, Santa Maria de Faro, Córdova e Almería. 
O reino foi independente entre 1023 e 1091, terminando com a sua conquista pelos Almorávidas.

## História
As origens da Taifa de Sevilha remontam ao periodo atribulado do fim do Califado de Córdova. 
Em 974, deu-se em Sevilha uma insurreição contra o governo do Califa Aláqueme II, liderada pelas poderosas famílias dos Banu Alhajaje e dos Banu Caldune. Esta revolta foi derrotada pelas forças do Califa. Após estes eventos, Ismail ibne Abade foi nomeado o novo cádi da cidade. 
Em 1019, o qadi Ismail morre e é sucedido pelo seu filho Maomé ibne Abade, cuja nomeação fora confirmada por Alcacim, pretendente ao trono califal. 
Quando Alcacim foi expulso de Córdova pelo seu sobrinho Iáia ibne Ali em 1023, Maomé ibne Abade recusou a sua entrada na cidade, decisão que é vista como o momento em que Sevilha se torna efectivamente um reino independente.

### Abade I (1023-1042)
Maomé ibne Abade sucedeu ao seu pai como cádi da cidade de Sevilha, e inicialmente governou a cidade como membro de um triunvirato, que incluía Abu Abedalá Azubaidi como alfaqui e Abu Maomé Abedalá ibne Mariã como vizir.

### Almutadide (1042-1069)
Almutadide ascendeu ao trono após a morte do seu pai sem oposição aparente. O novo senhor de Sevilha embarcou numa política expansionista agressiva, que levou à conquista de várias taifas no Garbe Alandalus e a leste. 
Durante o seu reino, Almutadide conquistou a taifas de Mértola (1044-45), Niebla (1051), Huelva e Saltes (1951-53) e Silves (1963). A conquista desta última terá sido realizada com o jovem Almutamide à frente das forças invasoras.
A estas conquistas seguiram-se Algeciras (1054-55), Ronda (1064-66), Moron (56-66), Carmona (1966-67) e Arcos (1068-69).